# 1, 2 Step
1, 2 Step ist ein R&B-/Hip-Hop-Lied der US-amerikanischen Sängerinnen und Rapperinnen Ciara und Missy Elliott. Das Lied erschien auf Ciaras Debütalbum Goodies (2004).

## Überblick
Das Lied wurde von Ciara und Missy Elliott geschrieben und von Jazze Pha produziert. Am 23. Oktober 2004. wurde das Lied als zweite Single aus dem Album Goodies für das Radio ausgekoppelt. Die physische Singleveröffentlichung erfolgte im März 2005. Das Lied wurde in den USA und international ein großer Charterfolg und avancierte zu einem Welthit. Das Lied ist sehr stark von der Elektropop-Musik der 80er inspiriert. Im Liedtext singt Ciara, wie sich der Beat des Liedes anfühle, und sie fordert die Leute auf zu ihren Lied zu tanzen. 1, 2 Step erreichte in den amerikanischen Jahrzehntcharts der 2000er Platz 59. In den Vereinigten Staaten verfehlte das Lied in den Billboard Hot 100 nur knapp die Spitze, die Vorgängersingle Goodies war 2004 für sieben Wochen lang an der Spitze der amerikanischen Charts. Trotzdem ist 1, 2 Step aufgrund seiner Verkaufszahlen Ciaras größter Erfolg in den Vereinigten Staaten und in ihrer Karriere: In den Vereinigten Staaten verkaufte sich das Lied 3.458.000 Mal als Musikdownload und weltweit über 7.000.000 Mal.

## Hintergrund
1, 2 Step ist eines von vier Liedern, die Ciara ursprünglich in den Doppler-Studios in Atlanta aufnahm, zwei Jahre bevor sie Goodies veröffentlichte. Pha fragte Missy Elliott, ob sie im Lied rappen könne, und sie sagte zu. Elliott nahm ihre Rapverse in der Hit Factory Criteria in Miami auf. Jazze Pha erklärte, dass er die Melodie und die Instrumentation in vier Minuten produziert hatte.

## Rezeption
1, 2 Step wurde von Kritikern gelobt. Contact Music gab dem Lied drei von fünf Sternen und bezeichnete das Lied als „arse shaking floor filling R&B“ und als „wicked melodic souful twist“. Jason Birchmeier von Allmusic sagte zum Lied: „it’s good, if not great“. Gerardo E. schrieb „it’s a feel good track, something that is not overproduced but works its magic“. Kate Watkins vom Magazin The Situation schrieb zum Lied: „a funky song in the style we have come to expect from Missy“. Das Magazin Fazed erklärte, das Lied handele von „joys of dancing around with family“. Das Slant-Magazin bezeichnete 1, 2 Step als „the fun dance track“.
1, 2 Step war bei den Grammy Awards 2006 in der Kategorie Best Rap/Sung Collaboration nominiert, verlor aber gegen Numb/Encore von Jay-Z und Linkin Park.

## Musikvideo
Das Musikvideo zu „1, 2 Step“ wurde von Benny Boom gedreht und im Juni 2004 gedreht. Es spielt in einem Tanzstudio in Atlanta und auf der Straße. Die R&B-Boyband, B5, tritt zusammen mit Lloyd und Lil Scrappy kurz im Video auf. Ciara ist zu sehen, wie sie anderen den „One, Two Step“-Tanz mit dem Titel des Liedes beibringt, der dem traditionellen Grapevine (Tanzschritt) ähnelt.
Das Video beginnt damit, dass Ciara ihre „Goodies“-CD in ein Radio legt, es auf den Titel „1, 2 Step“ einstellt und die Wiedergabetaste drückt. Zu Beginn des Liedes sieht man, wie Jazze Pha die Einleitung mit Elliott und schließlich Ciara selbst rezitiert. Wir sehen Ciara und ihre Tänzer beim Tanzen im Tanzstudio in Atlanta und einige Aufnahmen, wie sie ihrer Freundin den „1, 2 Schritt“ beibringt. Dann sehen wir einen Clip, in dem Ciara sich mit B5 trifft und den „1, 2 Schritt“ ausführt. Später sieht man Ciara alleine auf der Straße tanzen. Während sie im Studio tanzt, schaut sie hinter sich und sieht Elliott im Spiegel, der sagt, dass sie nur Dinge anschaut. Dann beginnt Elliott, ihren Vers zu rappen, und sie tanzen weiter miteinander vor dem Spiegel, bis das Lied zu Ende ist. Während dieser Zeit sehen wir auch Aufnahmen von Ciara, die einer Gruppe junger Mädchen den Tanz beibringt, und außerdem trifft sie einen Jungen, der vor seinem Haus steht und ihm einen koketten Blick zuwirft. Wir sehen auch vier Skater, drei männliche und eine weibliche Skater, die durch die Straßen laufen, und eine letzte Aufnahme von Ciara und ihren Tänzern.

## Kommerzieller Erfolg

### Chartplatzierungen
1, 2 Step debütierte in den Billboard Hot 100 auf Platz 74. Ab 8. Januar 2005 erreichte das Lied in den Billboard Hot 100 für sieben Wochen Platz 2. In den US-amerikanischen Dance Airplay, Hot Digital Tracks und Mainstream Top 40 Charts erreichte 1, 2 Step Platz 1. International avancierte 1, 2 Step ebenfalls zum Top-10-Hit in zahlreichen Ländern, unter anderem dem Vereinigten Königreich (Rang 3), der Schweiz (Rang 5) oder auch Deutschland (Rang 7). In Deutschland, Großbritannien, der Schweiz und den USA ist es nach Goodies der zweite Top-10-Hit für Ciara.
2005 belegte 1, 2 Step Rang 64 der deutschen Single-Jahrescharts, Rang 39 in der Schweiz, Rang 44 im Vereinigten Königreich und den fünften Rang in den Vereinigten Staaten.
| ChartsChartplatzierungen       | Höchstplatzierung | Wochen |
| ------------------------------ | ----------------- | ------ |
| Deutschland (GfK)              | 7 (15 Wo.)        | 15     |
| Österreich (Ö3)                | 42 (14 Wo.)       | 14     |
| Schweiz (IFPI)                 | 5 (27 Wo.)        | 27     |
| Vereinigte Staaten (Billboard) | 2 (39 Wo.)        | 39     |
| Vereinigtes Königreich (OCC)   | 3 (21 Wo.)        | 21     |

| ChartsJahrescharts (2005)      | Platzierung |
| ------------------------------ | ----------- |
| Deutschland (GfK)              | 64          |
| Schweiz (IFPI)                 | 39          |
| Vereinigte Staaten (Billboard) | 5           |
| Vereinigtes Königreich (OCC)   | 44          |

| ChartsJahrescharts (2000–2009) | Platzierung |
| ------------------------------ | ----------- |
| Vereinigte Staaten (Billboard) | 59          |

### Auszeichnungen für Musikverkäufe
| Land/Region                  | Auszeichnungen für Musikverkäufe (Land/Region, Auszeichnung, Verkäufe) | Verkäufe  |
| ---------------------------- | ---------------------------------------------------------------------- | --------- |
| Australien (ARIA)            | Platin                                                                 | 70.000    |
| Deutschland (BVMI)           | Gold                                                                   | 150.000   |
| Kanada (MC)                  | Gold                                                                   | 10.000    |
| Neuseeland (RMNZ)            | 3× Platin                                                              | 90.000    |
| Vereinigte Staaten (RIAA)    | 5× Platin · + Platin (Mastertone)                                      | 6.000.000 |
| Vereinigtes Königreich (BPI) | Platin                                                                 | 600.000   |
| Insgesamt                    | 2× Gold · 11× Platin ·                                                 | 6.920.000 |